# Pratapgarh (Distrikt, Uttar Pradesh)
Der Distrikt Pratapgarh (Hindi: प्रतापगढ़ जिला, Urdu ضلع پرتاپ گڑھ), früher Partabgarh, ist ein Distrikt des indischen Bundesstaats Uttar Pradesh. Verwaltungszentrum ist Bela (Bela Pratapgarh), seinen Namen trägt der Distrikt nach der Stadt Pratapgarh.

## Geografie

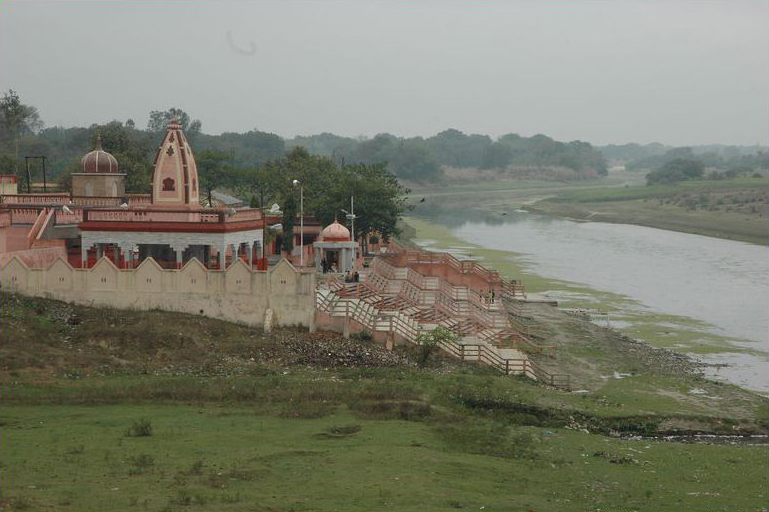
Am Ufer des Sai-Flusses bei Bela

Der Distrikt Pratapgarh liegt im Südosten der Region Awadh (Oudh) in Zentral-Uttar-Pradesh und ist Teil der Division Prayagraj. Im Südwesten begrenzt der Ganges, der größte Strom Indiens, den Distrikt, im Nordosten wird er kurz vom Fluss Gomti tangiert. Das Distriktgebiet wird von der Sai, einem Nebenfluss der Gomti durchflossen und 
gehört zur flachen und intensiv landwirtschaftlich genutzten Gangesebene. Die Fläche des Distrikts beträgt 3717 km².
Nachbardistrikte sind Prayagraj im Süden, Kaushambi im Südwesten, Raebareli im Nordwesten, Amethi im Norden, Sultanpur im Nordosten und Jaunpur im Osten.
Der Distrikt Pratapgarh ist in die fünf Tehsils Lalganj, Kunda, Pratapgarh, Patti und Raniganj unterteilt.

## Geschichte
Der Distrikt Pratapgarh (Partabgarh) wurde 1858, nach der Annexion des Fürstenstaats Avadh (anglisiert Oudh), zu dem das Gebiet zuvor gehört hatte, und dem Indischen Aufstand von 1857 von den Briten geschaffen. 1902 wurde Oudh zu einem Teil der United Provinces, aus denen nach der indischen Unabhängigkeit 1947 der Bundesstaat Uttar Pradesh hervorging.

## Bevölkerung
Nach der Volkszählung 2011 hatte der Distrikt Pratapgarh 3.209.141 Einwohner. Zwischen 2001 und 2011 wuchs die Einwohnerzahl um 16 Prozent und damit langsamer als im Mittel Uttar Pradeshs (20 Prozent). Die Bevölkerungsdichte lag mit 863 Einwohnern pro km² noch etwas über dem ohnehin schon hohen Durchschnitt des Bundesstaates (829 Einwohner pro km²). Dabei ist der Distrikt stark ländlich geprägt: Nur etwas über fünf Prozent der Bevölkerung lebte 2011 in Städten. Der Urbanisierungsgrad betrug damit gerade einmal ein Viertel des Mittelwerts Uttar Pradesh (22 Prozent). Die Alphabetisierungsquote lag mit 70 Prozent über dem Durchschnitt des Bundesstaates (68 Prozent).
Unter den Einwohnern des Distrikts stellten nach der Volkszählung 2001 Hindus mit 86 Prozent die Mehrheit. Daneben gab es eine muslimische Minderheit von 14 Prozent.

## Städte
| Stadt           | Einwohner (2001) |
| --------------- | ---------------- |
| Antu            | 7.740            |
| Bela Pratapgarh | 71.835           |
| Katra Medniganj | 7.815            |
| Kunda           | 22.331           |
| Manikpur        | 13.455           |
| Patti           | 8.798            |
| Pratapgarh      | 12.339           |